# Arnold Modell
Arnold Modell je americký psychoanalytik, kterého lze přiřadit k britské škole objektních vztahů. Je jedním z mála severoamerických teoretiků, který se k této téměř ryze ostrovní škole přihlásil, především pak k dílu Donalda Woodse Winnicotta.
Rozvinul především Winnicottův koncept přechodového objektu a přechodové zkušenosti. Winnicott tvrdil, že přechodovým objektem je pro dítě například plyšový medvídek, který mu částečně zpřítomňuje svět iluze dětské omnipotence a částečně už patří do řádu realismu (dítě ví, že je to hračka). Přechodový objekt usnadňuje dítěti přechod mezi dvěma fázemi vývoje. Modell tvrdil, že pro pacienty s hraniční poruchou osobnosti jsou takovými přechodovými objekty i živí lidé. Částečně je nepovažují za objekty s nezávislou existencí a domnívají se, že mají nad nimi svými myšlenkami a přáními určitou moc, a částečně k nim přistupují jako k věcem (což je patrně obranné opatření). Modell to nazval přechodová vztahovost. Také vypozoroval, že hraniční pacienti mají zvláštní vztah i k věcem neživým, i ty se stávají jejich utěšujícími přechodovými objekty. Sebe sama hraniční jedinec dle Modella vnímá jako všemocného a bezmocného zároveň, pocitově ve vztazích kmitá mezi totální závislostí a děsem z blízkosti druhého.
Modell kombinoval Winnicottův přístup s některými egopsychologickými koncepcemi. Prohlásil například, že existují dvě kategorie pudů - pudy Id a objektně-relační pudy, které patří Egu, jsou naformovány vývojem a jejich ukojení je možné "vhodnou odezvou objektu". Obě kategorie pudů jsou přitom v interakci, Ego dle Modella nemůže zvládnout vrozené pudy Id (libido a agresi), pokud nepřichází ukojení na straně objektně-relačních pudů, od něhož se odvíjí síla a sebedůvěra Ega a Self. Když Self není objektně-relačně ukojeno, je slabé a pudy Id ho zaplaví a vyděsí.